# 주음부호
주음부호(중국어 정체자: 注音符號, 병음: Zhùyīn fúhào 주인 푸하오[*], ㄓㄨˋ ㄧㄣ ㄈㄨˊ ㄏㄠˋ)는 중국어의 발음을 표기하기 위한 방법의 하나이다. 처음 4글자 ㄅㄆㄇㄈ에서 따와 보포모포(Bopomofo)라고도 한다.

## 개요
1913년에 중국독음통일회가 제정했고 1918년 중화민국 정부가 공표하였다. 당시 정식명칭은 ‘주음 자모’(注音字母)였으며 한자를 대신하는 새로운 문자로 삼았다. 하지만1930년 ‘주음부호’로 개칭하고 중국어 발음기호로 축소했다. 중국어 표음을 표기에 널리 썼으며, 중화민국에서 초등교육 초기에 주음부호를 배운다.
중화인민공화국 건국 이후 한어병음 방안으로 대체하여 중국 본토에서는 거의 사용하지 않는다.

## 유래
주음부호는 장빙린이 만들었며, 주로 해서체 일부나 고자 형태에서 따왔다. 발음은 해당 부호가 유래한 한자의 성모 또는 운모에서 따왔다.
| 성모     | 성모 | 성모     | 성모     | 성모 | 성모                                    |
| 주음부호 | 유래 | IPA      | 병음     | WG   | 예제                                    |
| -------- | --- | -------- | -------- | ---- | --------------------------------------- |
| ㄅ       | 包(포, bāo)의 고자(혹은 상단부분) 勹에서 유래.                                                              | p        | b        | p    | 八 (ㄅㄚ, bā)                           |
| ㄆ       | 攴(복, pū)의 부수 형태 攵에서 유래.                                                                         | pʰ       | p        | pʻ   | 杷 (ㄆㄚˊ, pá)                          |
| ㄇ       | 冂(멱, mì)과, 부수 冖 (민갓머리)에서 유래.                                                                  | m        | m        | m    | 馬 (ㄇㄚˇ, mǎ)                          |
| ㄈ       | 匚(방, fāng)에서 유래.                                                                                      | f        | f        | f    | 法 (ㄈㄚˇ, fǎ)                          |
| ㄉ       | 刀(도, dāo)의 고자 𠚣(소전 )에서 유래.                                                                      | t        | d        | t    | 地 (ㄉㄧˋ, dì)                          |
| ㄊ       | 𠫓(tū), 子(자, zǐ)의 뒤집힌 형태(전서 , )에서 유래                                                          | tʰ       | t        | tʻ   | 提 (ㄊㄧˊ, tí)                          |
| ㄋ       | 乃(nǎi)의 고자 /𠄎에서 유래.                                                                                | n        | n        | n    | 你 (ㄋㄧˇ, nǐ)                          |
| ㄌ       | 力(력, lì)의 고자 𠠲에서 유래.                                                                              | l        | l        | l    | 利 (ㄌㄧˋ, lì)                          |
| ㄍ       | 강을 뜻하는 옛 한자 巜(괴, guì/kuài)에서 유래.                                                              | k        | g        | k    | 告 (ㄍㄠˋ, gào)                         |
| ㄎ       | 옛 한자 丂(kǎo)에서 유래.                                                                                   | kʰ       | k        | kʻ   | 考 (ㄎㄠˇ, kǎo)                         |
| ㄏ       | 옛 한자(현재 간체자로 쓰이는) 厂(hǎn)에서 유래.                                                             | x        | h        | h    | 好 (ㄏㄠˇ, hǎo)                         |
| ㄐ       | 옛 한자 丩(jiū)에서 유래.                                                                                   | tɕ       | j        | ch   | 叫 (ㄐㄧㄠˋ, jiào)                      |
| ㄑ       | 巛(천, chuān)(현재의 川)과 연관된 옛 한자 𡿨(quǎn)에서 유래.                                                | tɕʰ      | q        | chʻ  | 巧 (ㄑㄧㄠˇ, qiǎo)                      |
| ㄒ       | 下(하, xià)의 고자 丅에서 유래.                                                                             | ɕ        | x        | hs   | 小 (ㄒㄧㄠˇ, xiǎo)                      |
| ㄓ       | 之(지, zhī)의 고자 /𡳿에서 유래.                                                                            | ʈʂ       | zhi, zh- | ch   | 知 (ㄓ, zhī), 主 (ㄓㄨˇ, zhǔ)           |
| ㄔ       | 부수 彳(chì)에서 유래.                                                                                      | ʈʂʰ      | chi, ch- | chʻ  | 吃 (ㄔ, chī), 出 (ㄔㄨ, chū)            |
| ㄕ       | 尸(shī)의 고자 𡰣에서 유래.                                                                                 | ʂ        | shi, sh- | sh   | 是 (ㄕˋ, shì) , 束 (ㄕㄨˋ, shù)         |
| ㄖ       | 日(일, rì)의 전서체 에서 유래.                                                                              | ɻ~ʐ      | ri, r-   | j    | 日 (ㄖˋ, rì), 入 (ㄖㄨˋ, rù)            |
| ㄗ       | 옛 한자이자 부수 卩(jié)에서 유래, 이 글자의 옛발음은 zié([tsjě]; 웨이드-자일스식 tsieh²)였다.              | ts       | zi, z-   | ts   | 字 (ㄗˋ, zì), 在 (ㄗㄞˋ, zài)           |
| ㄘ       | 七(칠, qī)의 고자 𠀁(초서체 , 전서체 )에서 유래. 이 글자의 옛발음은 ciī([tsʰí]; 웨이드-자일스식 tsʻi¹)였다. | tsʰ      | ci, c-   | tsʻ  | 詞 (ㄘˊ, cí), 才 (ㄘㄞˊ, cái)           |
| ㄙ       | 私(사, sī)의 고자(혹은 우측부분) 厶에서 유래.                                                               | s        | si, s-   | s    | 四 (ㄙˋ, sì), 塞 (ㄙㄞ, sāi)            |
| 운모     | |          |          |      |                                         |
| 주음부호 | 유래 | IPA      | 병음     | WG   | 예제                                    |
| ㄚ       | 丫(yā)에서 유래.                                                                                            | a        | a        | a    | 大 (ㄉㄚˋ, dà)                          |
| ㄛ       | 丂(kǎo)를 뒤집은 옛 한자 𠀀(hē)에서 유래., 흡입, 丂 kǎo의 반대, 이글자의 변형인 可(kě)에서 음성으로 보존.   | o        | o        | o    | 多 (ㄉㄨㄛ, duō)                        |
| ㄜ       | ㄛ (o)의 변이음에서 파생.                                                                                   | ɤ        | e        | o/ê  | 得 (ㄉㄜˊ, dé)                          |
| ㄝ       | 也(yě)에서 유래. 전국시대 초나라 죽간에서도 비슷한 자형)이 있다.                                            | e        | ê        | eh   | 爹 (ㄉㄧㄝ, diē)                        |
| ㄞ       | 亥(해)의 금문자형 𠀅(hài)에서 유래.                                                                         | ai       | ai       | ai   | 晒 (ㄕㄞˋ, shài)                        |
| ㄟ       | 移(yí)의 옛 한자 乁(yí)에서 유래.                                                                           | ei       | ei       | ei   | 誰 (ㄕㄟˊ, shéi)                        |
| ㄠ       | 幺(yāo)에서 유래.                                                                                           | au       | ao       | ao   | 少 (ㄕㄠˇ, shǎo)                        |
| ㄡ       | 又(yòu)에서 유래.                                                                                           | ou       | ou       | ou   | 收 (ㄕㄡ, shōu)                         |
| ㄢ       | 옛 한자 𢎘(hàn)에서 유래. 이글자의 변형인 犯(fàn)에서 발음으로 보존됨.                                      | an       | an       | an   | 山 (ㄕㄢ, shān)                         |
| ㄣ       | 𠃉에서 유래. 鳦 yǐ 또는 乚 yà의 구식 변형 (다른 출처에 따르면 乚의 발음은 yǐn 이었다.))                     | ən       | en       | ên   | 申 (ㄕㄣ, shēn)                         |
| ㄤ       | 尢(wāng)에서 유래.                                                                                          | aŋ       | ang      | ang  | 上 (ㄕㄤˋ, shàng)                       |
| ㄥ       | 肱(gōng)의 옛 한자 𠃋에서 유래.                                                                             | əŋ       | eng      | êng  | 生 (ㄕㄥ, shēng)                        |
| ㄦ       | 兒(아, ér)의 발부분(필기체와 간체자로 사용되는) 儿에서 유래.                                                | aɚ       | er       | êrh  | 而 (ㄦˊ, ér)                            |
| ㄧ       | 一(일, yī)에서 유래.                                                                                        | i        | yi, -i   | i    | 以 (ㄧˇ, yǐ), 逆 (ㄋㄧˋ, nì)            |
| ㄨ       | 五(오, wǔ)의 옛 한자 㐅에서 유래. 비슷한 글자인 𠄡도 있다.                                                  | u        | wu, -u   | u/w  | 努 (ㄋㄨˇ, nǔ), 吳 (ㄨˊ, wú)            |
| ㄩ       | 옛 한자이자 부수인 凵 (qū)에서 유래.                                                                        | y        | yu, -ü   | ü/yü | 雨 (ㄩˇ, yǔ), 女 (ㄋㄩˇ, nǚ)            |
| ㄭ       | 帀에서 유래. ㄓ, ㄔ, ㄕ, ㄖ, ㄗ, ㄘ, ㄙ의 최소 모음을 나타내며, 실제 표기에서는 쓰이지 않는다.              | ɻ̩~ʐ̩, ɹ̩~z̩ | -i       | ih/ŭ | 資 (ㄗ, zī); 知 (ㄓ, zhī); 死 (ㄙˇ, sǐ) |

## 표기법

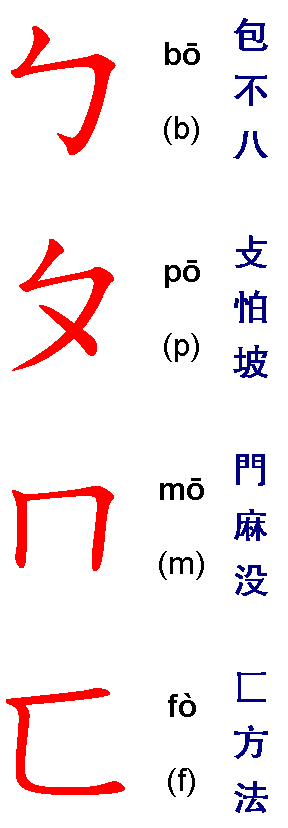
처음 4글자인 ㄅㄆㄇㄈ(보포모포,Bopomofo)

### 자음자
| 주음 부호 | ㄅ | ㄆ | ㄇ | ㄈ | ㄉ | ㄊ | ㄋ | ㄌ | ㄍ | ㄎ | ㄏ | ㄐ | ㄑ | ㄒ | ㄓ | ㄔ  | ㄕ | ㄖ  | ㄗ | ㄘ  | ㄙ |
| 병음      | b  | p  | m  | f  | d  | t  | n  | l  | g  | k  | h  | j  | q  | x  | zh | ch  | sh | r   | z  | c   | s  |
| IPA       | p  | pʰ | m  | f  | t  | tʰ | n  | l  | k  | kʰ | x  | ʨ  | ʨʰ | ɕ  | ʈʂ | ʈʂʰ | ʂ  | ɻ~ʐ | ts | tsʰ | s  |

### 모음자
| 주음 부호 | ㄚ | ㄜ | ㄧ | ㄨ | ㄛ | ㄩ | ㄝ | ㄞ | ㄟ | ㄠ | ㄡ | ㄢ | ㄢ | ㄣ | ㄣ | ㄤ  | ㄥ  | ㄥ | ㄦ | ㄦ |
| 병음      | a  | e  | i  | u  | o  | ü  | ê  | ai | ei | ao | ou | an | an | en | en | ang | eng | ng | er | r  |
| IPA       | ɑ  | ɤ  | i  | u  | o  | y  | e  | aɪ | eɪ | aʊ | oʊ | an | ɛn | ən | n  | ɑŋ  | ɤŋ  | ŋ  | ɚ  | r  |

- ㄧ는 세로쓰기의 경우에는 "─", 가로쓰기의 경우에는 "│"로 표기된다.
- ㄢ는 ㄧ와 ㄩ의 뒤에서 ɛn으로 발음된다.
- ㄣ는 ㄧ와 ㄩ의 뒤에서 n으로 발음된다.
- ㄥ는 다른 모음 뒤에서 ŋ으로 발음된다.
- ㄦ는 얼화에도 사용된다. 이 경우 원래 음절 뒤에 ㄦ을 별도의 경성 음절로 표기한다.

### 성조
| 성조      | 제1성 | 제2성 | 제3성 | 제4성 | 경성 |
| --------- | ----- | ----- | ----- | ----- | ---- |
| 주음 부호 | ˉ     | ˊ     | ˇ     | ˋ     | ˙    |

- 1성 부호는 흔히 생략한다. 따라서 경성을 무기호로 사용하는 한어병음방안과는 다르므로 경성에도 반드시 성조 부호를 표기하여야 한다.
- 성조기호는 음절 마지막 글자의 오른쪽 위에 적는다.
- 경성 부호는 음절 앞 가운데에 표기한다.

### 예외
| 주음 부호 | ㄩㄥ | ㄨㄥ     | ㄧㄥ | ㄧㄣ | ㄧㄝ | ㄩㄝ |
| 병음      | iong | ong/ueng | ing  | in   | ie   | üe   |

- 병음의 "zhi, chi, shi, ri, zi, ci, si"의 i는 ㄧ [i]와는 음이 다르므로 모음자를 표기하지 않는다. 단지 자음자만을 표기하면 그 자체로 병음의 이들 자음+i에 해당하는 음절이 된다.
- 병음의 ueng은 성모 없이 단독으로만, ong은 항상 성모와 함께 쓰이기 때문에 같은 운모의 변이음으로 간주하고 똑같이 ㄨㄥ으로 표기한다.

## 컴퓨터에서의 주음부호

### 입력기

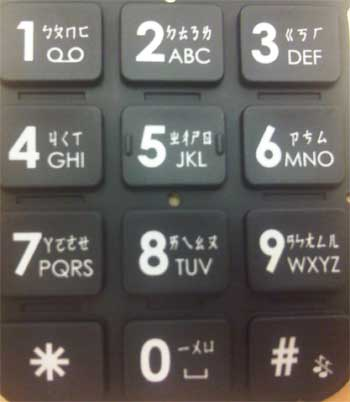
타이완의 주음부호 키패드의 예

주음부호는 중국어의 입력법으로도 사용할 수 있다. 사용자가 추가 소프트웨어를 다운로드하거나 설치하지 않고도 대부분의 최신 개인용 컴퓨터에서 사용 가능한 입력법 중 하나이다. 대만 등 지역 휴대폰에서 중국어 문자 입력에  사용하는 입력법 중 하나이다.

컴퓨터의 주음부호 키보드 배열

### 유니코드
주음부호는 1991년 10월에 버전 1.0 릴리스와 함께 유니코드 표준에 추가되었다.
Bopomofo로 표기되는 주음부호의 유니코드 블록은 U+3100–U+312F이다.:
|        | 0  | 1  | 2  | 3  | 4  | 5  | 6  | 7  | 8  | 9  | A  | B  | C  | D  | E  | F  |
| U+310x |    |    |    |    |    | ㄅ | ㄆ | ㄇ | ㄈ | ㄉ | ㄊ | ㄋ | ㄌ | ㄍ | ㄎ | ㄏ |
| U+311x | ㄐ | ㄑ | ㄒ | ㄓ | ㄔ | ㄕ | ㄖ | ㄗ | ㄘ | ㄙ | ㄚ | ㄛ | ㄜ | ㄝ | ㄞ | ㄟ |
| U+312x | ㄠ | ㄡ | ㄢ | ㄣ | ㄤ | ㄥ | ㄦ | ㄧ | ㄨ | ㄩ | ㄪ | ㄫ | ㄬ | ㄭ | ㄮ | ㄯ |

1999년 9월에 추가 문자를 3.0 버전에 추가했다.
주음부호 확장(Bopomofo Extended)이라고 하는 이러한 추가 문자의 유니코드 블록은 U+31A0–U+31BF이다.
|        | 0  | 1  | 2  | 3  | 4  | 5  | 6  | 7  | 8  | 9  | A  | B  | C  | D  | E  | F  |
| U+31Ax | ㆠ | ㆡ | ㆢ | ㆣ | ㆤ | ㆥ | ㆦ | ㆧ | ㆨ | ㆩ | ㆪ | ㆫ | ㆬ | ㆭ | ㆮ | ㆯ |
| U+31Bx | ㆰ | ㆱ | ㆲ | ㆳ | ㆴ | ㆵ | ㆶ | ㆷ | ㆸ | ㆹ | ㆺ |    |    |    |    |    |

유니코드 3.0은 또한 공백 수정자 문자 블록에 U+02EA 및 U+02EB 문자를 추가했다. 이 두 문자는 보포모포 문자로 분류된다(유니코드 6.0 이후).

## 같이 보기
- 병음
- 최영애-김용옥 중국어 표기법
- 관화합성자모
- 타이완 주음부호